# Lago di Misurina
Il lago di Misurina è un lago alpino naturale, il più grande del Cadore e si trova a 1.754 m s.l.m. a Misurina, frazione di Auronzo di Cadore (Belluno). Il perimetro è di 2,6 km mentre la profondità è di 5 metri.

## Descrizione
Le particolari caratteristiche climatiche dell'area intorno al lago rendono l'aria particolarmente adatta a chi soffre di patologie respiratorie. Infatti, nei pressi del lago è stato attivo per circa settant'anni l'Istituto Pio XII, centro d'eccellenza in Italia per la cura dell'asma infantile. A est del lago si trovano degli impianti di risalita e la catena dei Cadini di Misurina (Sottosezione Dolomiti d'Ampezzo), attraversata dal sentiero attrezzato Alberto Bonacossa. A nord del lago, prendendo la strada che porta alle Tre Cime di Lavaredo, si trova il Lago d'Antorno. A sud invece si trova il Gruppo del Sorapiss (Dolomiti Ampezzane).
Nei pressi del lago si trovano una decina di alberghi con una capacità ricettiva di circa 500 posti letto. Oltre agli alberghi, il grande edificio che appare guardando il lago da nord verso sud, è una casa di cura. La maggior parte degli inverni il lago ghiaccia completamente divenendo così praticabile in tutta la sua estensione. In inverno vi si tengono partite di polo a cavallo sulla superficie ghiacciata. Presso il lago passa l'Alta via n. 3, che partendo da Villabassa giunge a Longarone. 

## Storia
Nel 1956 vi si svolsero le gare di pattinaggio di velocità nel contesto dei VII Giochi olimpici invernali di Cortina d'Ampezzo.
A partire dal 2022 il livello del lago continua ad abbassarsi a causa di una falla apertasi nella sponda sud: gli enti preposti alla manutenzione sono alla ricerca di finanziamenti per risolvere il problema.

## Folclore

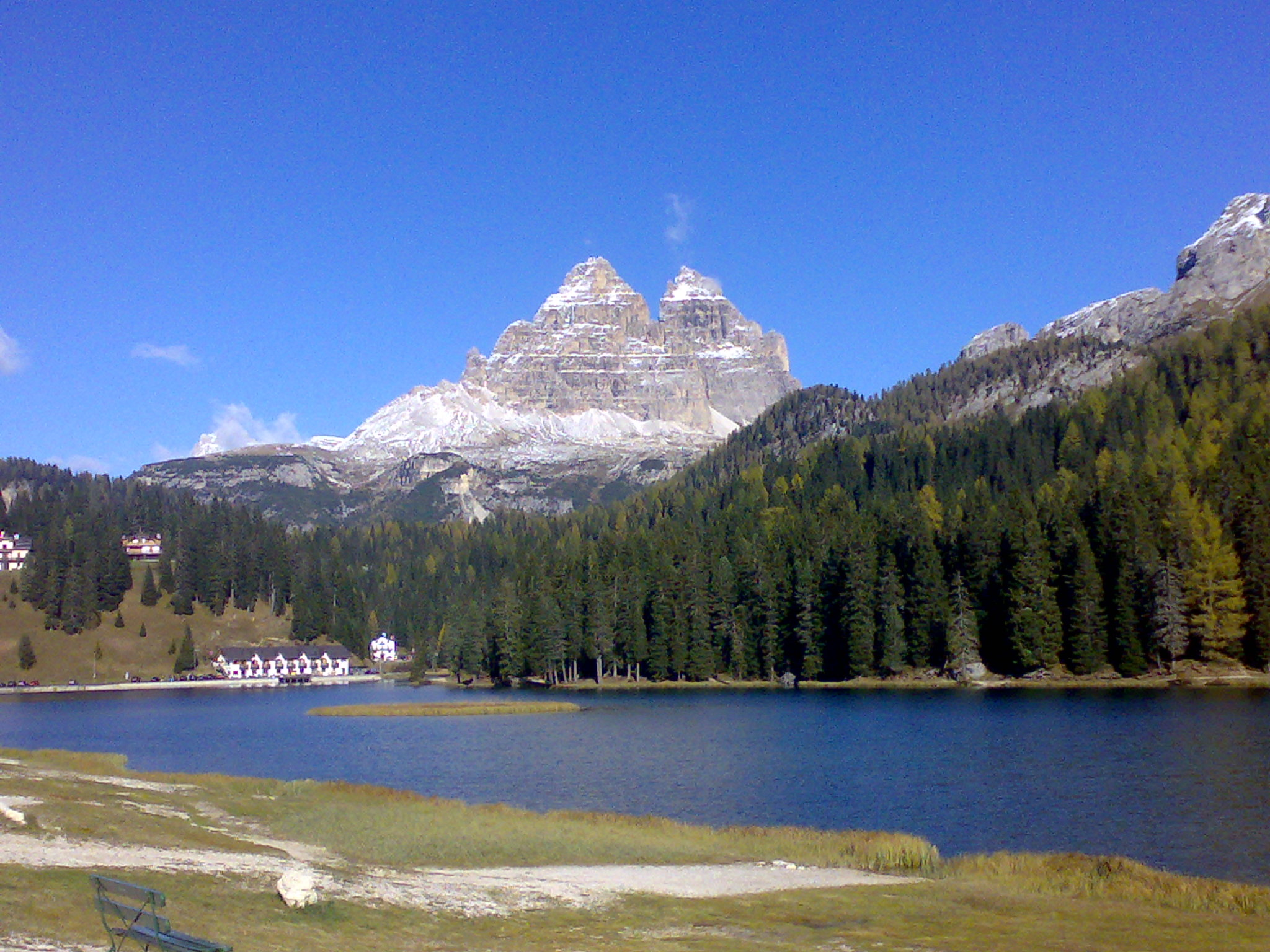
Il lago e le Tre Cime di Lavaredo

Vi sono almeno due diverse leggende legate al lago di Misurina. La prima, che è la più "raccontata", è stata resa famosa da una canzone di Claudio Baglioni, inclusa nell'album Sabato pomeriggio. Secondo tale versione, Misurina era l'unica figlia dell'anziano e imponente re Sorapiss, che governava le terre comprese tra le Tofane, l'Antelao, le Marmarole e le Tre Cime di Lavaredo.
La bimba, tanto capricciosa e dispettosa quanto graziosa, era l'unica ragione di vita del re Sorapiss, il quale, rimasto vedovo, attribuiva l'impertinenza della figlioletta alla mancanza della mamma e pertanto era sempre pronto a scusarla e giustificarla. All'età di sette o otto anni, Misurina venne a conoscenza dell'esistenza di una fata, che viveva sul monte Cristallo, che possedeva uno specchio magico, il quale dava il potere di leggere i pensieri di chiunque vi si specchiasse.
Misurina supplicò lungamente il padre affinché le procurasse lo specchio magico, che desiderava ad ogni costo, finché Sorapiss cedette e l'accompagnò. La fata resistette a lungo, perché non voleva accontentare quella bimba capricciosa ma, di fronte alle lacrime di Sorapiss, finì per acconsentire, ponendo però una condizione durissima, nella speranza che il re e sua figlia rinunciassero. La fata possedeva infatti un bellissimo giardino ricco di fiori stupendi sul monte Cristallo, ma l'eccesso di sole li appassiva prematuramente. Sicché richiese, in cambio dello specchio, che Sorapiss accettasse di essere trasformato in una montagna, che proteggesse con la sua ombra il giardino della fata.
Quando Misurina, al settimo cielo, ricevette lo specchio da Sorapiss e venne informata del patto, non si scompose, anzi: si mostrò entusiasta all'idea che suo padre, per renderla felice, diventasse una montagna, sulla quale lei avrebbe potuto correre e giocare. In quello stesso istante, mentre Misurina contemplava lo specchio, Sorapiss cominciò la sua trasformazione, gonfiandosi e cambiando colore: i suoi capelli divennero alberi e le sue rughe crepacci.
Misurina si accorse improvvisamente di trovarsi in alto, sulla montagna che era stata suo padre e, rivolgendo lo sguardo in basso, fu colta da un capogiro e precipitò nel vuoto. Sorapiss, ai suoi ultimi istanti di vita, dovette assistere impotente alla tragica fine della sua bambina, sicché dai suoi occhi ancora aperti sgorgarono così tante lacrime da formare due ruscelli, i quali si raccolsero a valle formando un immenso lago, che prese il nome appunto di Misurina. Lo specchio, cadendo, si infranse tra le rocce e i suoi frammenti furono trascinati a valle dai ruscelli di lacrime di Sorapiss, dove ancora oggi danno riflessi multicolori, come i pensieri di chi contempla il lago di Misurina.
Nella seconda versione, Mesurina (così soprannominata soltanto in seguito) è una fanciulla, figlia di ricchi mercanti Veneziani, allontanata in montagna dal padre con uno stratagemma, nel tentativo di scongiurare l'avverarsi di una profezia che avrebbe visto la fanciulla donare tutti i propri averi. In seguito a tragici eventi amorosi, che ricordano vagamente quelli di Romeo e Giulietta, la fanciulla muore, riconosciuta in punto di morte da un amante avuto quand'era in fiore e dal quale era stata allontanata, a causa di un inganno ordito dal padre e con l'aiuto di una serva da lui inviata.

## Galleria d'immagini

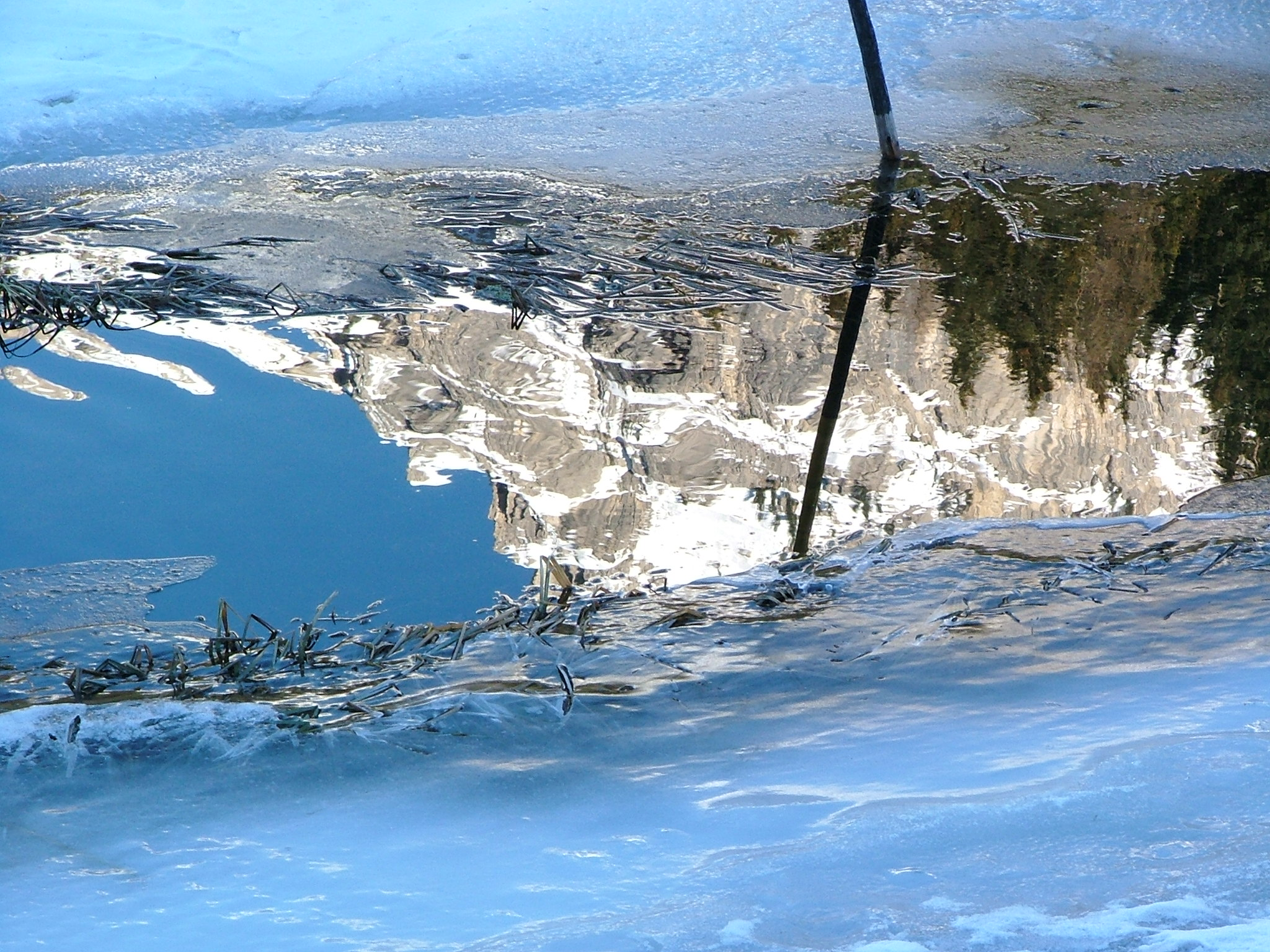
Alcune montagne specchiate nel lago ghiacciato.
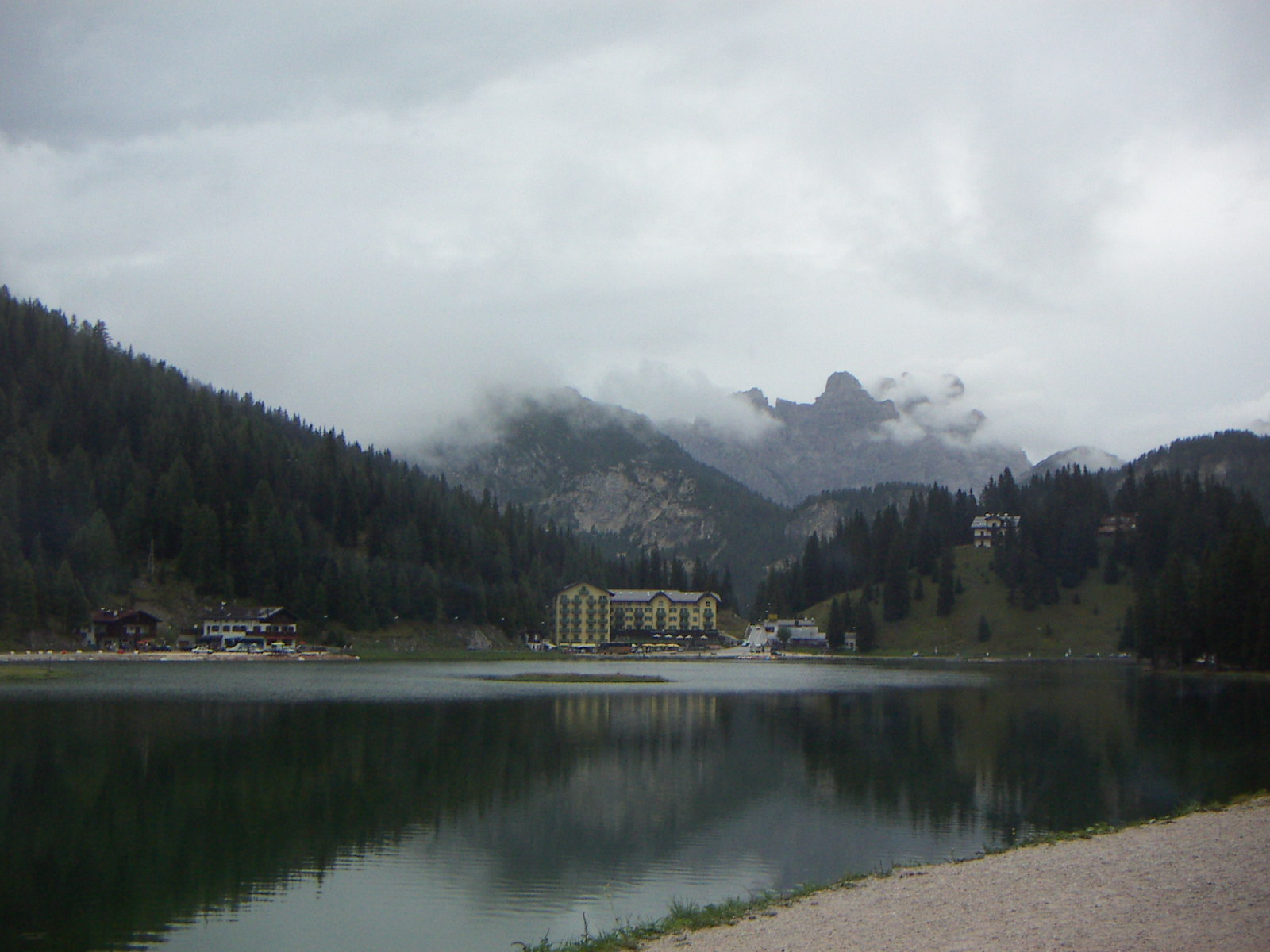
Il Lago di Misurina sotto un manto di nuvole.
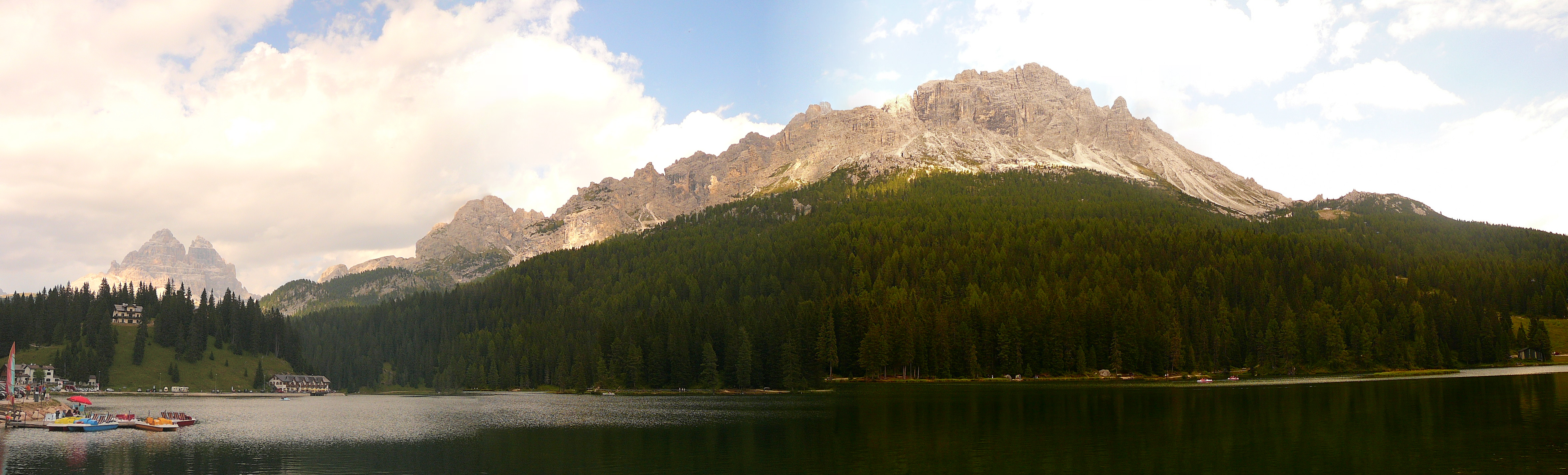
Il Lago di Misurina, visto da Ovest. Sullo sfondo i Cadini di Misurina e a sinistra le Tre Cime di Lavaredo.
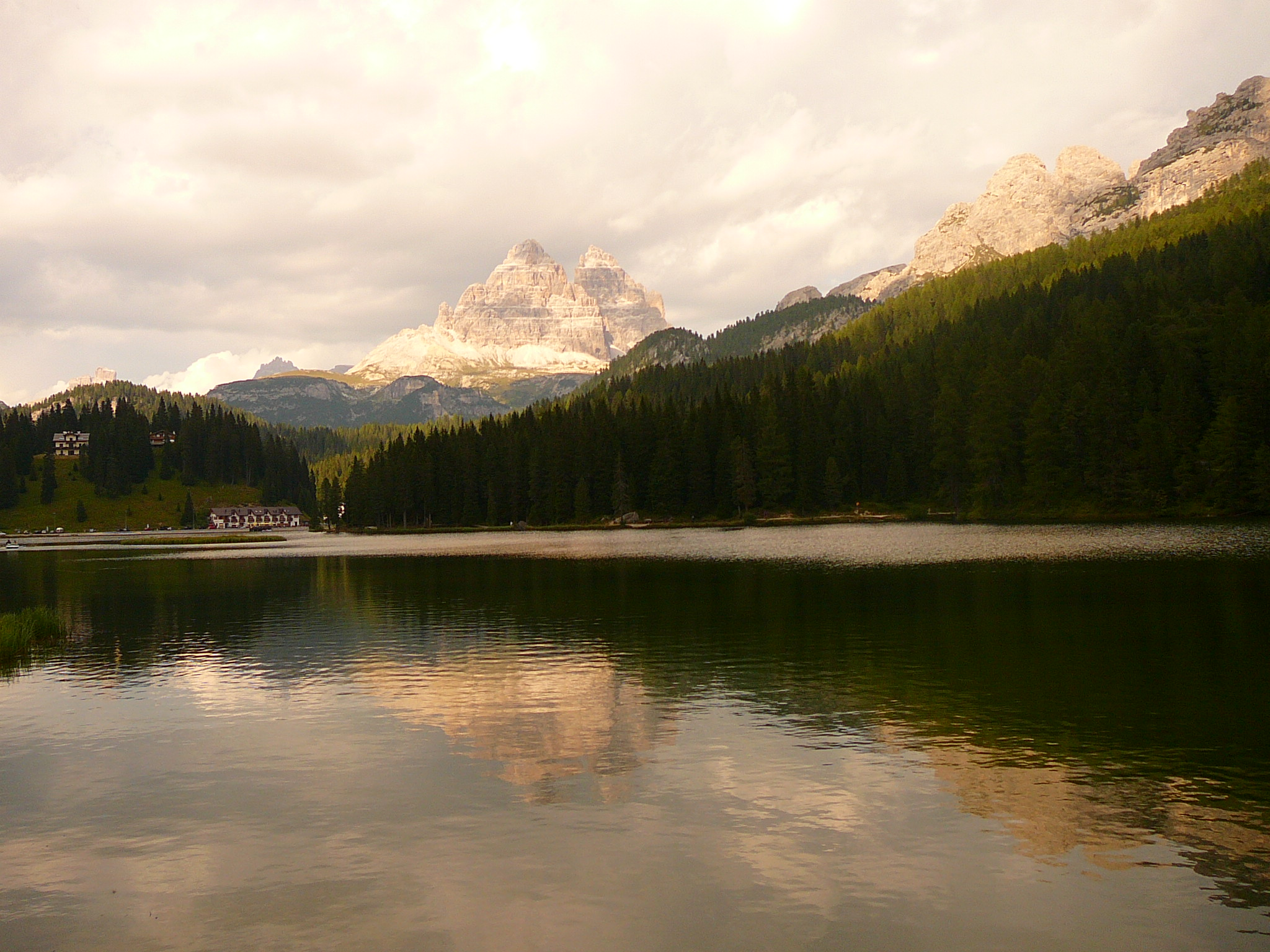
Il lago visto da sud. Sullo sfondo le Tre Cime di Lavaredo
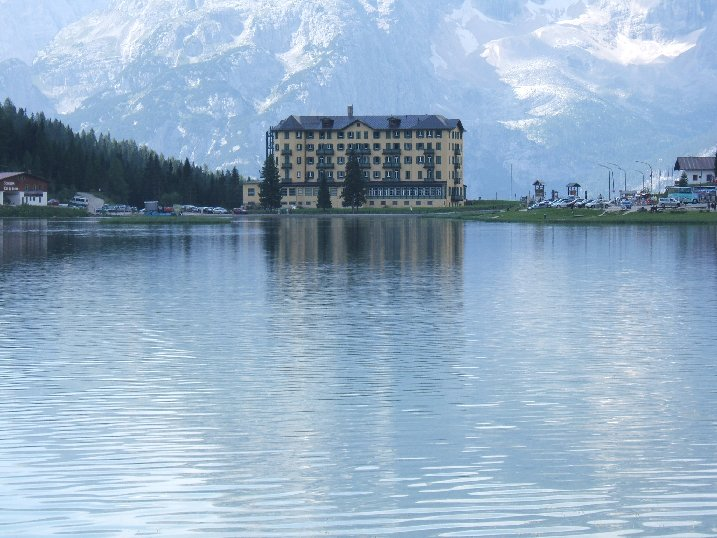
Il lago visto da nord con l'Istituto Pio XII